# Boleslau II da Boêmia
Boleslau II da Boêmia "o Piedoso" (Praga, 927 – Praga, 7 de fevereiro de 999) foi um duque da Boémia, governou entre 972 e 999. O seu governo foi antecedido pelo de Boleslau I da Boêmia, e foi sucedido pelo do rei Boleslau III da Boêmia.